# St. Bartholomäus (Uettingen)

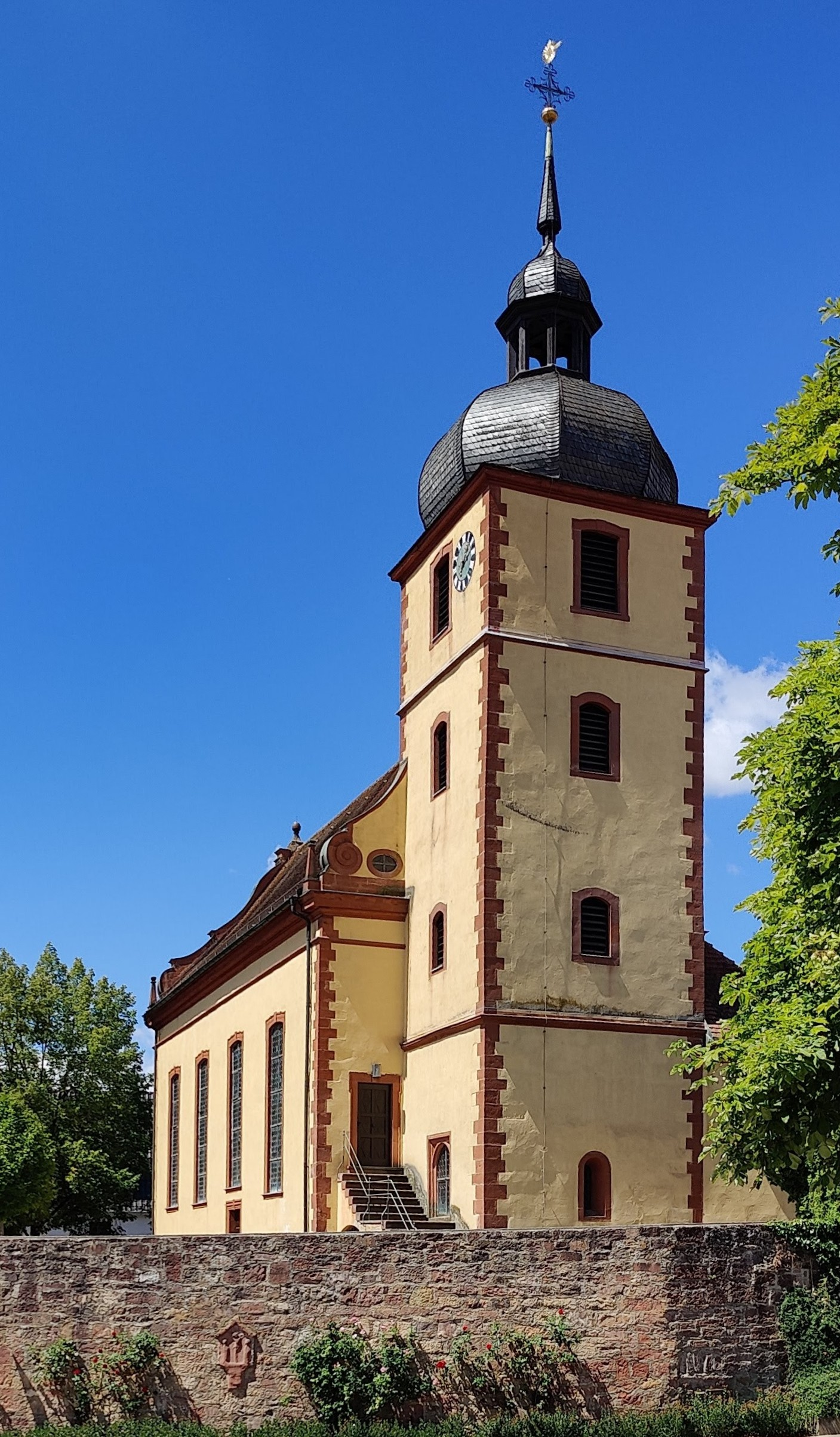
St. Bartholomäus (Uettingen)

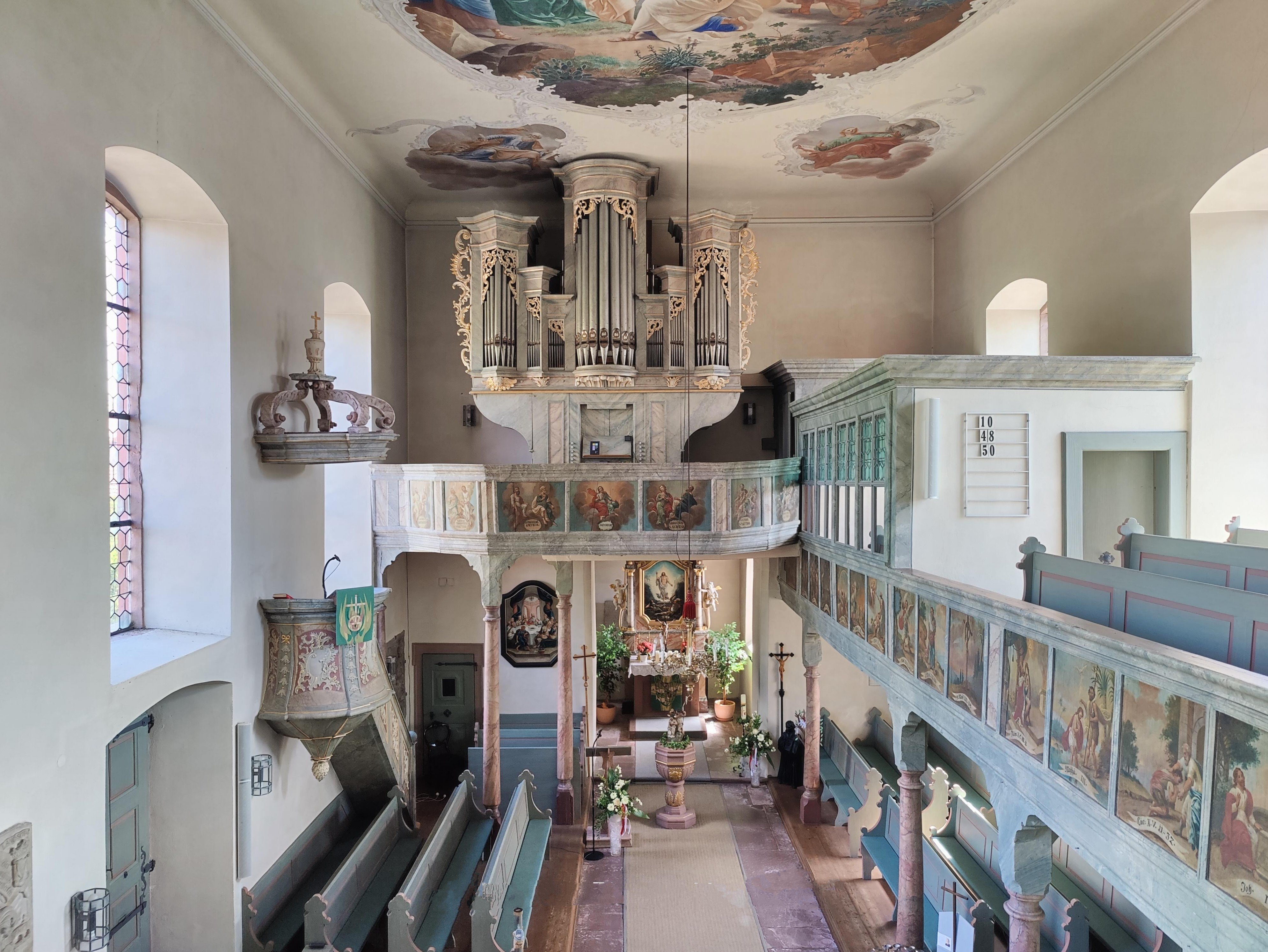
Innenraum mit Gessinger-Orgel (2022)

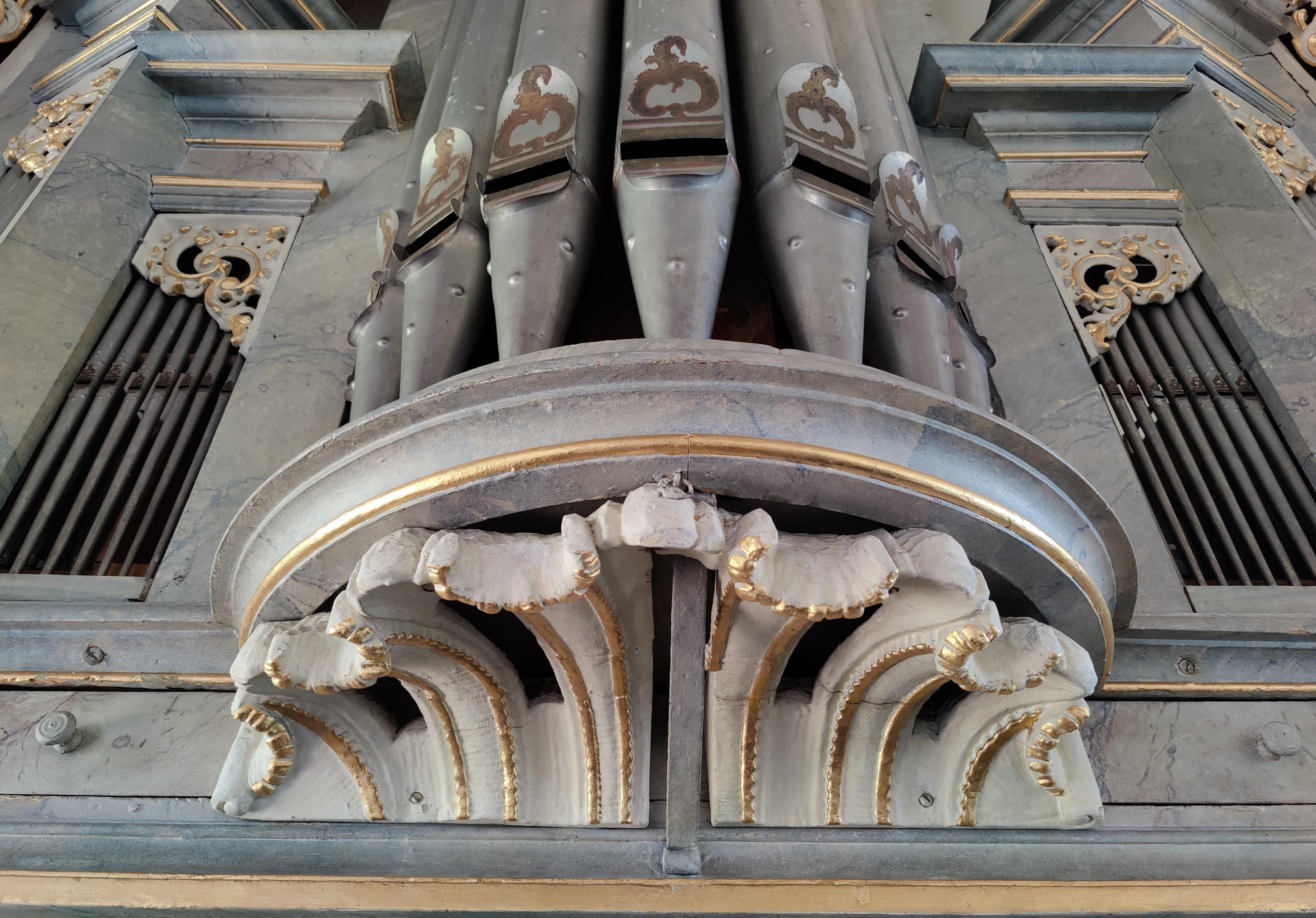
Mit Warzen verzierte Prospektpfeifen

Die denkmalgeschützte, evangelisch-lutherische Pfarrkirche St. Bartholomäus steht in Uettingen, einer Gemeinde im Landkreis Würzburg (Unterfranken, Bayern). Die Kirche ist unter der Denkmalnummer D-6-79-196-5 als Baudenkmal in der Bayerischen Denkmalliste eingetragen. Die Pfarrei gehört zum Dekanat Würzburg im Kirchenkreis Ansbach-Würzburg der Evangelisch-Lutherischen Kirche in Bayern.

## Beschreibung
Die unteren Geschosse des spätromanischen Chorturms im Osten des 1754 gebauten Langhauses der Saalkirche blieben erhalten. Der Chorturm wurde 1749 aufgestockt, das oberste Geschoss beherbergt die Turmuhr und den Glockenstuhl, in dem seit 1984 vier Kirchenglocken hängen, und mit einer schiefergedeckten Welschen Haube bedeckt. Die Brüstungen der Emporen wurden in der Bauzeit mit Szenen aus dem Alten und Neuen Testament bemalt. 

## Orgel
Die Orgel auf der Empore hat 13 Register auf einem Manual und Pedal und wurde 1760 von Georg Martin Gessinger gebaut, 1880 durch Sigmund F. Braungart erweitert und zuletzt 2022 von Orgelbau Vleugels restauriert.
Die Disposition lautet:
| Manual C–c3 |       |        |
| Principal   | 8′    |        |
| Flöte       | 8′    |        |
| Gedeckt     | 8′    |        |
| Gamba       | 8′    |        |
| Salicional  | 8′    | (1880) |
| Piffara     | 8′    |        |
| Octave      | 4′    |        |
| Floete      | 4′    |        |
| Quinte      | 2 ⁄3′ |        |
| Octave      | 2′    |        |
| Mixtur III  | 1 ⁄3′ |        |

| Pedal C–c1 |     |
| Subbaß     | 16′ |
| Octavbaß   | 8′  |

- Koppeln: M/P
- Bemerkungen: Schleiflade, mechanische Spiel- und Registertraktur, Rokokoprospekt von 1760